# جورج ميركل
جورج ميركل (بالألمانية: Georg Merkel)‏ (و. 1881 – 1976 م) هو رسام نمساوي، ولد في لفيف، توفي في فيينا، عن عمر يناهز 95 عاماً.

## جوائز
حصل على جوائز منها:

جائزة مدينة فيينا للفنون الجميلة ‏ (1961)